# Distritos federais da Rússia
Os distritos federais (em russo:  федера́льные округа́; federalnyye okruga) são um nível de divisão administrativa do território da Federação Russa com efeitos específicos para a supervisão e o planejamento do Governo Federal. Estes distritos não são as unidades constituintes da Federação, mas são um agrupamento destas unidades. Cada distrito federal tem um responsável indicado pelo presidente da Federação Russa, com o cargo oficial de representante plenipotenciário, cuja função é supervisionar o trabalho das agências federais que atuam na região.
Os representantes plenipotenciários atuam como o elemento de ligação entre as unidades da Federação e o Governo Federal e são os responsáveis pela supervisão do acatamento da legislação federal por parte das unidades da federação. Já para fins econômicos e estatísticos, as unidades da Federação foram agrupadas em 12 regiões econômicas.

## Lista dos distritos federais

| Nome | Nome                                | Data de Criação       | Área (km²) | População (Censo Russo de 2010) | Densidade Populacional por Km² | IDH (2017) | PIB Nominal (2017) (RUB/USD) | PIB Per Capita (2017) | Subdivisões internas | Centro administrativo |
| ---- | ----------------------------------- | --------------------- | ---------- | ------------------------------- | ------------------------------ | ---------- | ---------------------------- | --------------------- | -------------------- | --------------------- |
|      | Distrito Federal Central            | 18 de Maio de 2000    | 652,800    | 38,438,600                      | 59.1                           | 0.838      | 26,167 bilhões ($488B)       | 666,426 ₽ ($11423)    | 18                   | Moscow                |
|      | Distrito Federal do Sul             | 18 de Maio de 2000    | 427,800    | 13,856,700                      | 37.7                           | 0.793      | 5,362 bilhões ($92B)         | 326,244 ₽ ($5592)     | 6                    | Rostov-on-Don         |
|      | Distrito Federal do Noroeste        | 18 de Maio de 2000    | 1,677,900  | 13,583,800                      | 8.1                            | 0.827      | 8,195 bilhões($140B)         | 588,507 ₽ ($326,244)  | 11                   | São Petersburgo       |
|      | Distrito Federal do Extremo Oriente | 18 de Maio de 2000    | 6,215,900  | 6,291,900                       | 1.2                            | 0.801      | 3,878 bilhões ($66B)         | 628,172 ₽ ($10767)    | 9                    | Khabarovsk            |
|      | Distrito Federal Siberiano          | 18 de Maio de 2000    | 5,114,800  | 19,254,300                      | 3.9                            | 0.788      | 7,758 bilhões ($133B)        | 401,809 ₽ ($6887)     | 12                   | Novosibirsk           |
|      | Distrito Federal dos Urais          | 18 de Maio de 2000    | 1,788,900  | 12,082,700                      | 6.6                            | 0.833      | 10,678 bilhões ($189B)       | 864,540 ₽ ($14819)    | 6                    | Yekaterinburg         |
|      | Distrito Federal do Volga           | 18 de Maio de 2000    | 1,038,000  | 29,900,400                      | 28.8                           | 0.797      | 11,027 bilhões ($189B)       | 372,654 ₽ ($6388)     | 14                   | Nizhny Novgorod       |
|      | Distrito Federal do Cáucaso Norte   | 19 de Janeiro de 2010 | 170,700    | 9,496,800                       | 55.7                           | 0.785      | 1,865 bilhões ($32B)         | 190,285 ₽ ($3262)     | 7                    | Pyatigorsk            |

## Descrição

### Criação
Os distritos federais foram criados em maio de 2000 no governo de Vladimir Putin como parte de um amplo programa desenhado para restabelecer a autoridade federal no país. Este programa de reformas incluiu medidas como tornar indiretas as eleições para o Conselho Federal da Rússia e promover o exame minucioso de constituições republicanas e de leis regionais, Além disso, o presidente ganha o direito de dissolver os parlamentos das unidades da Federação e de dissolver os governos regionais que desobedeçam à legislação federal.

### Função
Os representantes plenipotenciários e sua equipe de funcionários verificam a extensão da violação de leis e normas federais pelas unidades da Federação. Igualmente supervisionam os processos de correição em um nível mais próximo do que poderiam as instituições federais em Moscou. São, conseqüentemente, um elemento central na estratégia de Putin de reafirmar a autoridade federal. A criação dos distritos federais ajudou na restrição às leis e práticas das unidades da Federação que violavam a lei federal, por exemplo, a restrição de direitos dos cidadãos, as práticas autoritárias de governos das unidades da Federação (ou, no caso das repúblicas, seus presidentes), a manipulação da polícia e o controle da magistratura por governos das unidades da Federação, o controle estrito da imprensa e a manipulação das eleições.
As agências federais, particularmente no sistema judiciário, teriam sido "aliciadas" por governos das unidades da Federação durante o período de governo de Boris Iéltsin, período este que ficou conhecido como federalismo segmentado. Estes processos estariam sendo prevenidos pelo exercício do papel dos representantes plenipotenciários, que assegurariam que as agências federais façam o trabalho que lhes compete, não se influenciando pelas elites locais
Os representantes plenipotenciários observam um sistema de rotatividade de funcionários federais entre todo as regiões a fim evitar a dependência a líderes locais.
Os distritos federais coincidem exatamente com as regiões militares das forças do Ministério do Interior da Federação Russa e coincidem também com as regiões das tropas do Ministério de Defesa. Isto permite que os representantes plenipotenciários tenham acesso direto à estrutura de comando das forças armadas e do aparelho de segurança federal. Este fato consiste em uma claríssima mensagem aos governos das unidades da Federação sobre a imposição de cooperação com o governo federal.